# Aslan-Pascha-Moschee

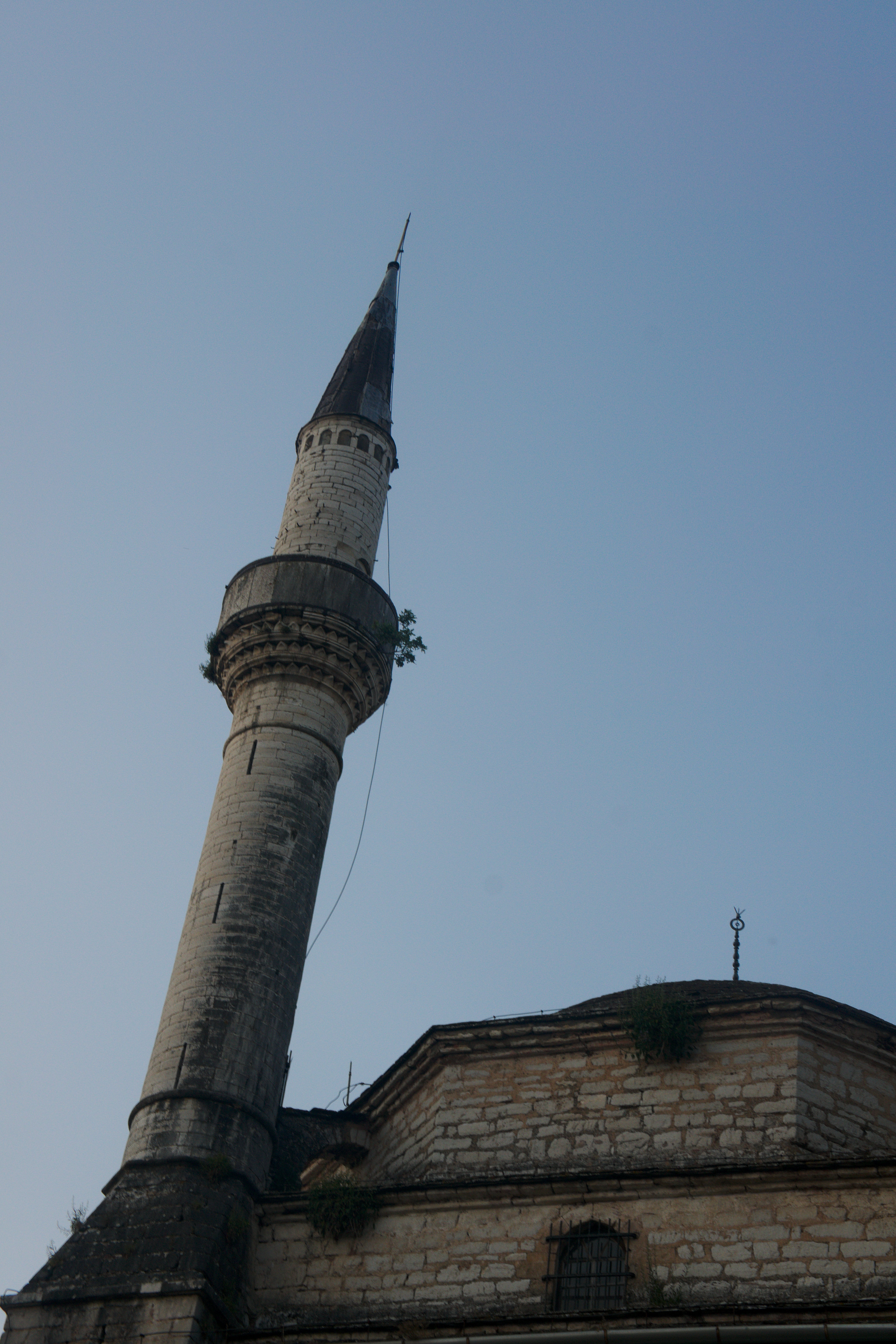
Minarett der Aslan-Pascha-Moschee

Die Aslan-Pascha-Moschee (griechisch τζαμί Ασλάν πασά) war eine osmanische Moschee im Norden der Stadt Ioannina, heute in Griechenland. Die Moschee wurde im Jahre 1618/19 innerhalb der Stadtfestung errichtet und ersetzte die Kirche des Heiligen Johannan, die nach einer antiosmanischen Revolte des Dionysios dem Philosophen im Jahre 1611 geschleift worden war.
Seit 1933 beherbergt sie das Munizipale Volkskundemuseum von Ioannina mit sehenswerten Trachten, historischen Alltagsgegenständen und handwerklichen Sammlungen. Unter der Moschee liegen die Katakomben und Gefängnisse, in denen viele Widerstandskämpfer während der Türkenzeit hingerichtet wurden. Unweit der Moschee ist noch eine osmanische Bibliothek erhalten.